# Pollone
Pollone é uma comuna italiana da região do Piemonte, província de Biella, com cerca de 2.219 habitantes. Estende-se por uma área de 16 km², tendo uma densidade populacional de 139 hab/km². Faz fronteira com Biella, Fontainemore (AO), Lillianes (AO), Occhieppo Superiore, Sordevolo.

## Demografia
| Variação demográfica do município entre 1861 e 2011                               |
|                                                                                   |
| Fonte: Istituto Nazionale di Statistica (ISTAT) - Elaboração gráfica da Wikipedia |